# Reung Bunheing
Reung Bunheing (* 25. September 1992 in Phnom Penh) ist ein kambodschanischer Fußballspieler.

## Verein
In der Cambodian Premier League war Bunheing für den Build Bright United FC sowie National Defense Ministry FC aktiv, ehe er 2019 zum Ligarivalen Visakha FC wechselte. Insgesamt gewann der Mittelstürmer in dieser Zeit fünf Mal den kambodschanischen Pokal und kam in der Saison 2022 auch zu seinen ersten Partien im AFC Cup. 

## Nationalmannschaft
Am 10. September 2018 gab Bunheing sein Debüt für die kambodschanische A-Nationalmannschaft bei einer 1:3-Testspielniederlage gegen Malaysia. Bisher nahm er mit der Auswahl 2018 und 2022 an der Südostasienmeisterschaft teil. Im Dezember 2019 absolvierte er drei Partien für die U-22-Auswahl (als einer von mehreren älteren zugelassenen Spielern) bei den Südostasienspielen auf den Philippinen und erreichte dort den vierten Platz.

## Erfolge
- Kambodschanischer Pokalsieger: 2016, 2018, 2020, 2021, 2022